# Catasetum macedoi
Catasetum macedoi là một loài thực vật có hoa trong họ Lan. Loài này được Campacci & G.F.Carr mô tả khoa học đầu tiên năm 2009.